# .404 Jeffery

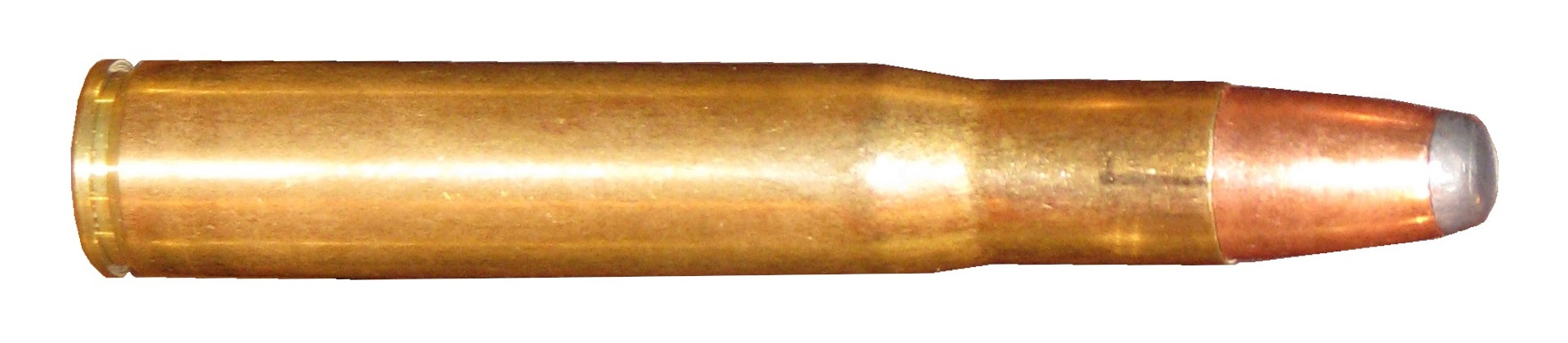
Patron av typ .404 Jeffery.

.404 Jeffery, även känd som 10,75 × 73 mm, är en storviltspatron med mycket brett användningsområde. Användes av många Game Departments i Afrika under tidigt 1900-tal. Förekommer numera i moderna krutladdningar och anses som en av de bästa patronerna för jakt på storvilt i Afrika. En typisk kula väger 29,2 gram och har en anslagsenergi på 5 029 Joule efter 100 meter.